# Communauté de communes de la Moyenne-Durance
Die Communauté de communes de la Moyenne-Durance war ein französischer Gemeindeverband mit der Rechtsform einer Communauté de communes im Département Alpes-de-Haute-Provence in der Region Provence-Alpes-Côte d’Azur. Sie wurde am 26. November 2001 gegründet und umfasste acht Gemeinden. Der Verwaltungssitz befand sich im Ort Château-Arnoux-Saint-Auban.

## Historische Entwicklung
Am 1. Januar 2017 wurde der Gemeindeverband mit den Communautés de communes Pays de Seyne, Asse-Bléone-Verdon,  Duyes et Bléone und Haute-Bléone zur neuen Provence-Alpes-Agglomération zusammengeschlossen.

## Ehemalige Mitgliedsgemeinden
1. Château-Arnoux-Saint-Auban
2. L’Escale
3. Ganagobie
4. Malijai
5. Mallefougasse-Augès
6. Les Mées
7. Peyruis
8. Volonne